# Aphelinoidea habros
Aphelinoidea habros är en stekelart som först beskrevs av De Santis 1957.  Aphelinoidea habros ingår i släktet Aphelinoidea och familjen hårstrimsteklar. Inga underarter finns listade i Catalogue of Life.